# بيبيرازين
البيبرازين Piperazine مركب عضوي يتألف من 6 حلقات طرفية حاوية على ذرتي نتروجين في مواقع متعاكسة على الحلقة. يتواجد البيبرازين كبلورات صغيرة قلوية مائعة ذات طعم ملحي.
البيبرازينات صنف واسع من المركبات العضوية، الكثير منها ذات خواص فارماكولوجية مهمة، وهي تحوي مجموعة بيبرازين وظيفية جوهرية.

## الأصل والتسمية
سميت البيبرازينات تسمية عضوية بسبب شبهها الكيميائي بالبيبريدين، والبيبريدين جزء من بنية البيبرين في نبات النعنع الأسود. لكن من المهم ملاحظة أن البيبرازين ليس مشتقّاً من جنس النعنع.

## الصفات الكيميائية
- البيبرازين منحل بسهولة في الماء والإيثيلين غليكول، لكنه غير منحل في الإيثر الدي إيثيلي.
- إنه أساس ضعيف ذو قيمتين لـ pKb هما 5.35 و 9.73 في الدرجة 25 °C. لمحلوله المائي ذي التركيز 10% قيمة pH 10.8 - 11.8. يمتص البيبرازين الماء وثاني أكسيد الكربون بسهولة من الهواء.
- رغم أن الكثير من مشتقات البيبرازين تتواجد طبيعياً، لكنّ البيبرازين نفسه يمكن اصطناعه بتفاعل الأمونيا الغولية مع 1،2-ثنائي كلور الإيثان، أو بتفاعل الصوديوم والإيثيلين غليكول مع هيدروكلوريد الإيثيلين دي أمين، أو بتفاعل البيرازين مع الصوديوم في الإيثانول.
- يتوفر البيبرازين بشكل شائع صناعياً على شكل سدسي الهيدرات، C4H10N2. 6H2O، والذي ينصهر بالدرجة 44 °C ويغلي عند 125°-130°.[3]
- يحضر البيبرازين لأغراض صيدلانية وبيطرية عادةً على شكل أحد الملحين السيترات، 3C4H10N2.2C6H8O7 (حاوي على 3 جزيئات بيبرازين لكل جزيئتين حمض الليمون -السيتريك أسيد-)، والدي أديبات، C4H10N2.C6H10O4 (حاوي على جزيئة من كل من البيبرازين و حمض الشحم - حمض الأديبيك).

## الإنتاج الصناعي
- يتشكل البيبرازين كمنتج مشارك في تفاعل أميَنة ammoniation 1،2- ثنائي كلور الإيثان أو الإيثانولامين. هذه هي الطرق الوحيدة المستخدمة صناعياً له.
- يُفصل البيبرازين من بخار ناتج التفاعل، الذي يحوي إيثيلين دي أمين ودي إيثيلين أمين ومواد كيميائية أخرى متعلقة بها خطياً أو حلقياً.

البيبرازين كمضاد للديدان

## الاستخدام
جرى تقديم  البيبرازين بدايةً كمضاد للديدان عام 1953م. للعديد من مركبات البيبرازين فعل مضاد للديدان. وهي تقوم بتأثيرها بشكل عام عن طريق حلّ الطفيليات، مما يسمح لجسم المضيف بإزالة أو طرد المتعضية الغازية بسهولة. يُعتقد أنّ التأثيرات العضلية العصبية سببها حصر الأستيل كولين في الوصل العصبي العضلي. يتواسط هذا التأثير الفعلُ الناهض لمستقبلات غابا (γحمض -أمينو بوتيريك). وسبب هذه الانتقائية تجاه الديدان أنّ الفقاريات فقط تستخدم الغابا في الـ CNS ومستقبلات غابا عند الديدان مختلفة عنها في الفقاريات.
أكثر مركبات البيبرازين المضادة للديدان شيوعاً هي البيبرازين هيدرات والبيبرازين أديبات والبيبرازين سيترات (تستخدم في علاج داء الصَّفَر وداء السُّرْميات). (كثيراً ما يُشار إلى هذه الأدوية ببساطة "بيبرازين"_ مما يؤدي إلى الخلط بين الأدوية المضادة للديدان النوعية والصنف الكامل  الأدوية الحاوية على البيبرازين). يستخدم دي إيثيل كاربامازين،وهو مشتق من البيبرازين، في علاج بعض أنواع داء الفبلاريات.

### استخدامات أخرى
- تستخدم البيبرازينات أيضاً في صناعة البلاستيك والراتنج ومبيدات الحشرات وسائل المكابح ومواد صناعية أخرى.
- البيبرازين أيضاً سائل يستخدم أيضاً في دلك CO2  وH2S بالمشاركة مع ميتيل دي إيتانول أمين MDEA.

## مشتقات الببرازين كعقاقير
العديد من الأدوية البارزة حاليا تحتوي على حلقة بيبيرازين كجزء من بنيتها الجزيئية. ومن الأمثلة على ذلك:
مضادات الذبحة
- رانولازين
- تريميتازيدين

مضادات الإكتئاب
- أموكسابين
- Befuraline
- بوسبيرون
- فليسينوكسان
- Gepirone
- Ipsapirone
- نيفازودون
- Piberaline
- تاندوسبيرون
- ترازودون
- فيلازودون
- Zalospirone

مضادات الهستامين
- بوكليزين  [لغات أخرى]‏
- ميكلوزين هيدروكلوريد
- سيناريزين
- سايكليزين
- هيدروكسيزين
- سيتريزين
- ليفوسيتريزين
- نيابرازين

مناهض السيروتونين ‏
- EGIS-7625

مضادات الذهان
- مضاد نمطي للذهان
  - فلوفينازين
  - بيرفينازين
  - تريفلوبيرازين
  - بروكلوربيرازين
  - ثيوتيكسين
  - فلوبينتكسول
  - زيوكلوبينثيكسول
- مضاد غير نمطي للذهان
  - Amperozide
  - أريبيبرازول
  - لوراسيدون
  - كلوزابين
  - أولانزابين
  - بيروسبيرون
  - زيبراسيدون

استعمال العقاقير الاستجماميs
- 4-Bromo-2,5-dimethoxy-1-benzylpiperazine (2C-B-BZP)
- بنزيل بيبرازين (BZP)
- 2,3-Dichlorophenylpiperazine (DCPP)
- 1,4-Dibenzylpiperazine (DBZP)
- 4-Methyl-1-benzylpiperazine (MBZP)
- 3-Chlorophenylpiperazine (mCPP)
- 3,4-Methylenedioxy-1-benzylpiperazine (MDBZP)
- 4-Methoxyphenylpiperazine (MeOPP)
- 4-Chlorophenylpiperazine (pCPP)
- 4-Fluorophenylpiperazine (pFPP)
- 3-Trifluoromethylphenylpiperazine (TFMPP)

Diphenazin: CID 94352

طب الجهاز البوليs
- سيلدينافيل
- فاردنافيل

Others
- 6-Nitroquipazine
- Antrafenine
- Fipexide
- إيماتينب
- NSI-189
- Piperazine (itself)
- Quipazine

## وصلات خارجية
- "PIPERAZINE CITRATE". Сhemicalland21.com. مؤرشف من الأصل في 2019-05-13. اطلع عليه بتاريخ 2015-08-29.